# 틱톡의 검열
틱톡이 중국 정부와 중국 공산당이 민감하다고 간주되는 주제의 게시물에 대한 가중치를 낮추었다. 플랫폼에 의해 검열 당했다고 주장되는 주제로는 중국 내 위구르족 박해, 2019~2020년 홍콩 시위, 중국-인도 국경 분쟁,, 외국 정치 지도자, LGBTQ+,장애인, 아프리카계 사람들이 포함된다.
틱톡은 또한 회사 정책, 법적 요구 및 정부 검열 법을 준수하기 위해 서비스에서 정보를 제거하거나 생략했다. 검열주장에 대한 틱톡의 반응은 플랫폼이 사용자를 위험으로부터 보호하려고 시도하고 있다고 응답하고 특정  사례는 인간 오류의 결과라고 주장하고 그러한 사건은 알고리즘 실수의 결과라고 명시하는 등 다양했다.

## 정치적 검열
2019년 1월, 중국 정부는 더우인(중국의 틱톡 이름)과 같은 앱을 통해 공유되는 사용자 콘텐츠에 대해 ByteDance 와 같은 앱 개발자에게 책임을 묻기 시작할 것이라고 밝혔으며 검열할 콘텐츠 유형 100가지를 나열했다. 2019~20년 홍콩 시위 나 티베트 독립과 관련된 콘텐츠 등 중국 공산당에 불리하다고 간주되는 특정 콘텐츠는 이미 중국 외부 사용자에게 제한되어 있는 것으로 알려졌다. 틱톡은 중국의 인권에 관한 동영상, 특히 신장 수용소 와 중국의 위구르인 박해를 언급하는 동영상을 차단하고 이를 게시하는 사용자의 계정을 비활성화했다. 2019년 워싱턴 포스트(Washington Post) 의 2019년 기사에서는 ByteDance는 미국 서비스의 중재자가 중국에 기반을 두지 않았다고 주장했지만,  틱톡이 베이징에 기반을 둔 팀들이 파괴적이거나 논란의 여지가 있다고 간주하는 내용을 삭제하라는 명령을 받았다는 전직 미국 직원들의 주장을 보도했다.
2019년 11월 27일, 틱톡은 17세 아프가니스탄계 미국인 사용자 Feroza Aziz가 앞서 언급한 신장 수용소에 대한 관심을 끄는 동영상(메이크업 튜토리얼로 위장)을 게시한 후 계정을 일시적으로 정지했다. 틱톡은 나중에 사과하였고 곧 복원된 그녀의 계정이 "사람의 실수"로 인해 정지되었다고 주장했다. 2020년 7월, 틱톡은 동일한 문제에 대한 관심을 불러일으키는 바이럴 영상을 올린 다른 사용자의 계정을 정지했다.
틱톡의 정책은 블라디미르 푸틴, 도널드 트럼프, 버락 오바마, 마하트마 간디 와 같은 특정 외국 지도자 목록과 관련된 콘텐츠가 정치적 견해에 대한 논란과 공격을 불러일으킬 수 있기 때문에 금지한다. 해당 정책은 또한 터키 대통령 레제프 타이이프 에르도안(Recep Tayyip Erdoğan) 을 비판하는 콘텐츠와 쿠르드족 민족주의를 지지하는 것으로 간주되는 콘텐츠를 금지한다. 틱톡은 인도 시민권 개정법 시위를 지지하는 사용자와 힌두교도와 무슬림 간의 평화를 촉진하는 사용자를 검열한 것으로 알려졌다.
2020년 3월 The Intercept 에 유출된 내부 문서에 따르면 중재자는 플랫폼에 대해 "너무 추악하거나 가난하거나 장애가 있는" 것으로 간주되는 사용자가 만든 게시물을 제거하고 정치적 발언을 실시간으로 감열하고, "국가 명예"를 훼손하거나 "경찰과 같은 국가 기관"에 대한 스트림(실시간으로 데이터를 받아들여 재생되는 미디어)을 방송하는 사람들을 금지한다.
검열 우려에 대응하기 위해, 틱톡의 모회사는 전 미국 하원의원 Bart Gordon과 Jeff Denham을 포함한 K&L Gates를 고용하여 콘텐츠 조정 정책에 대해 조언했다. 틱톡은 로비 회사인 Monumnet Advocay도 고용했다.
2020년 6월, The Wall Street Journal은 이전에 비정치적인 틱톡 사용자 중 일부가 구독자를 늘리고 섀도우 밴(토론 게시판 사용자를 본인의 동의없이 차단하는 것)을 피하려는 노골적인 목적으로 친중적 견해를 방송하고 있다고 보도했다. 그 달 말, The Times of India 는 틱톡이 중국-인도 국경 분쟁 및 중국-인도 전투와 관련된 비디오를 섀도우 밴하고 있다고 보도했다. 지난 7월 회사는 홍콩 국가보안법 에 대응하기 위해 홍콩에서 철수한다고 발표했다.
2020년 11월, 전직 틱톡 임원 은 영국 의회 위원회에 틱톡이 중국에 비판적인 콘텐츠, 특히 중국 내 위구르족 박해와 관련된 콘텐츠를 검열했다고 말했다.
2021년 1월 틱톡은 폭력을 선동하는 것으로 간주되는 트럼프 관련 콘텐츠를 금지했다. 2월 3일, 주로 러시아의 시위와 관련된 "금지된" 콘텐츠를 제거하는 데 협력한 덕분에 러시아 관리들로부터 칭찬을 받았다. 특히 미디어 검열 기관인 Roskomnadzor 관계자 Evgeniy Zaitsev는 "틱톡은 러시아에 사무실이 있고 우리와 적극적으로 협력했기 때문에 다른 소셜 미디어 플랫폼 중에서 강조할 필요가 있다"고 말했다. 또한 알렉산더 킨슈테인 주 의회 부의장은 틱톡의 새로운 " 가짜 뉴스 방지" 정책이 러시아 콘텐츠 검열법의 이념과 잘 어울리며 "매우 긍정적인 신호로 간주되어야 한다"고 말했다.
2022년 2월, 독일 신문인 프랑크푸르트 알게마이 네 차이퉁(Frankfurter Allgemeine Zeitung) 은 '재교육 수용소', '수용소', '노동 수용소'와 같은 용어가 포함된 동영상의 자동 자막이 별표로 대체되었다고 보도했다. 틱톡은 독일에서 의심스러운 단어 필터링 시스템을 운영하고 있다고 한다.
2022년 러시아의 우크라이나 침공에 대응하여 틱톡은 새로운 러시아 게시물과 실시간 스트리밍을 금지했다. 그러나 Tracking Exposed 의 연구에 따르면 틱톡은 모든 비러시아 콘텐츠를 차단했지만 러시아 기반 계정이 업로드한 오래된 동영상을 계속 호스팅하고 러시아 국영 미디어가 글로벌 소셜 미디어 플랫폼 내에서 "분할넷"을 구축하는 것으로 설명되는 게시를 계속할 수 있도록 허용했다. TikTok의 모호한 검열은 친 크렘린(Kremlin) 뉴스를 허용했지만 외국 계정과 전쟁의 비평을 차단했다. 그 결과 "러시아인들에게는 전쟁 친화 콘텐츠가 지배 하는 얼어붙은 틱톡이 남아 있다".
2023년에 Enes Kanter Freedom은 틱톡에서 금지되었으며 이후 틱톡 CEO Shou Zi Chew가 미국 의회에서 증언하면서 복원되었다.
2023년 5월 액튼연구소(Acton Institute)는 지미 라이(Jimmy Lai)의 투옥과 중국 정부의 홍콩 민주화 진영 탄압을 다룬 영상을 홍보한 뒤 정지되었다. 이번 정지는 미국과 중국 공산당 간의 전략적 경쟁에 관한 미국 하원 특별위원회 의원들의 "깊은 우려"를 불러일으켰다.
2023년 이스라엘-하마스 전쟁 동안 틱톡은 하마스(Hamas)에 의해 인질로 잡힌 이스라엘인 가족의 광고 게재를 거부한 혐의로 기소되었다.
전문가들은 의회를 통해 제안된 틱톡 금지 조치가 해외의 권위주의적 검열을 강화하고 표현의 자유를 옹호하는 국제 국가로서의 미국의 명성을 훼손할 수 있다고 경고한다.

## 소수 집단

### 개요
기술 역사가 Mar Hicks 에 따르면, 틱톡의 제작자들은 "규칙은 언제든지 변경되고 투명성이 없기 때문에" 자신이 게시하는 내용에 대해 지나치게 신중해야 한다고 생각한다. Hicks는 의도적이든 아니든 태그가 갑자기 사라지는 것은 "이미 소외되고 지워진 커뮤니티에 엄청나게 문제가 되는 영향과 부정적인 영향"을 가져온다고 말했다. 틱톡의 콘텐츠 제거 및 조정에 대한 혼란스러운 점은 앱 사용자에게 지속적인 불만을 안겨준다. 틱톡에는 커뮤니티 가이드라인이 있지만 금지된 특정 단어 및 문구에 대한 공개 목록이 없으며 알고리즘적으로 실제 사람들과 비교하여 어느 정도의 조정이 수행 되었는지는 확실하지 않는다.
인종차별 행위 및 인종차별 전반에 대해 항의하는 경우, 사용자들은 자신의 콘텐츠가 자주 나타나지 않거나 심지어 전혀 표시되지 않는 등 콘텐츠의 인기에 변화가 있다고 느껴왔다.

### LGBTQ+ 및 장애인
2019년 가디언(The Guardian)은 틱톡이 현지에 민감한 모니터링을 제공하려는 노력으로 인해, 동성애자나 동성애자 권리에 긍정적으로 인식될 수 있는 콘텐츠 (예: 손을 잡고 있는 동성 커플)에가 삭제되었다고 보도했다.
2019년 12월, 틱톡은 알고리즘을 통해 동성애자나 성소수자로 확인된 사람들이 만든 동영상의 바이럴 잠재력을 인위적으로 줄여서 비디오 댓글에서의 괴롭힘을 줄이려고 노력한다고 인정했다.
같은 달, 독일 웹사이트 Netzpolitik.org 는 틱톡이 또한 알고리즘이 "비만인 사람들, 얼굴 기형, 자폐증, 다운증후군, 장애인 또는 장애가 있는 사람이 만든 것으로 확인된 비디오의 바이럴 잠재력을 인위적으로 줄였다고 보도했다. 영향을 받은 사람들은 고향 이외의 지역에서 비디오를 보여주지 않거나 틱톡의 개인 맞춤형 알고리즘 홈페이지 피드인 "For You"페이지에 나타나지 않을 수 있다.
더 버지에 따르면 틱톡의 일부 레즈비언은 틱톡이 동영상을 삭제하는 것을 방지하기 위해 사용되는 "le$bian" 철자를 언급하면서 농담으로 스스로를 "le Dolla bean"이라고 부른다. Hicks는 더 버지에 "'레즈비언'이라는 단어가 포함된 항목이 삭제 대상으로 표시되거나 사용자 계정에 문제가 생기는 경우가 있었기 때문에 전체적으로 농담이 전개되었다"라고 말했다.
2020년에 틱톡은 트랜스젠더 사용자의 동영상이 삭제되거나 음소거되었다는 보고에 따라 트랜스젠더 사용자를 검열했다는 비난을 받았다. 틱톡의 트랜스젠더 사용자는 게시물이 삭제된 후 검열에 대해 불만을 표시했다. BBC는 LGBTQ+ 자선 단체인 Stonewall이 그러한 행동이 "지원을 위해 플랫폼을 사용하는 젊은 트랜스젠더들에게 해로운 메시지를 보냈다"고 밝혔다고 보도했다. 틱톡은 "성 정체성 표현에 근거한 어떠한 콘텐츠도 절대적으로 삭제하지 않는다"고 주장하는 성명을 발표했다.